# An-Nabigha adh-Dhubyani
an-Nabigha adh-Dhubyani (arabisch النابغة الذبياني, DMG an-Nābiġa aḏ-Ḏubyānī), al-Nabighah al-Dhubiyani oder Nabighah al-Dhubyani, richtiger Name Ziyad ibn Muawiyah (arabisch زياد بن معاوية, DMG Ziyād b. Muʿāwiya; ca. 535 – ca. 604), war einer der letzten arabischen Dichter der vorislamischen Zeit. An-Nabigha bedeutet auf Arabisch „Genie“ oder „Intelligent“. Sein Stamm, die Banu Dhubyan, gehörte zum Distrikt bei Mekka, doch verbrachte er die meiste Zeit an den Höfen von Hirah und Ghassan.